# Tel Dan
Pour les articles homonymes, voir Dan.
Tel Dan est un tel situé dans le nord d'Israël, au nord du kibboutz Dan, à l'intérieur de la réserve naturelle de Dan. Il s'élève à 204 mètres au-dessus du niveau de la mer et s'étend sur 20 hectares, dont 0,7 seulement ont fait l'objet de fouilles. On y a en particulier découvert en 1993 et 1994 une stèle de grande importance archéologique, dite « stèle de Tel Dan ».

## Histoire
Le site de la cité biblique de Dan a été identifié à Tel al-Qaadi, « le mont du juge ». Situé très près des sources du fleuve Jourdain, il a été habité dès la période néolithique (vers - 5000), avant de devenir une cité considérable durant l'âge du bronze ancien (vers - 3000). À partir de cette époque, la cité avait été protégée par des remparts de terre et des fortifications de pierre.
Dan est selon la Bible la ville la plus au nord de la zone de peuplement israélite (« de Dan à Beer Sheva »). Selon la Genèse, Abraham y bat la coalition de  Kedorlaomer, roi d'Élam, qui a capturé son neveu Loth en pillant Sodome. Selon le Premier livre des Rois, le roi d'Israël Jéroboam Ier y fit ériger un veau d'or en tant que symbole de Dieu.

## Hydrographie
La réserve naturelle de tel Dan est une zone forestière luxuriante arrosée toute l'année par des sources déversant 8 m3 d'eau par seconde dans la rivière Dan, principal affluent du Jourdain. Une partie du parc, appelée "Le Jardin d'Éden", permet d'imaginer ce qu'était le paradis terrestre.